# Credito Artigiano
Il Credito Artigiano è stata una banca italiana facente parte del Gruppo Credito Valtellinese.

## Storia
Il Credito Artigiano nasce nel 1946 per iniziativa dell'imprenditore Giuseppe Vismara.
Nel 1995 il Credito Artigiano entra a far parte del Gruppo Credito Valtellinese.
Dal 14 luglio 1999 al 2012, il Credito Artigiano è stato quotato alla borsa valori di Milano.
Nel 2012 la banca viene incorporata tramite fusione nel Credito Valtellinese.